# Klinikum St. Georg Leipzig
Das Klinikum St. Georg ist das älteste und nach dem Universitätsklinikum das zweitgrößte Krankenhaus in Leipzig. Es besteht aus dem Klinikum St. Georg gGmbH, das nach dem Landeskrankenhausplan zu den Krankenhäusern der Schwerpunktversorgung gehört, und dem Städtischen Klinikum „St. Georg“ Leipzig (Eigenbetrieb der Stadt Leipzig), das überwiegend Aufgaben für die Stadt Leipzig übernimmt. Das Klinikum beschäftigt heute über 3.000 Mitarbeiter und verfügt über knapp 1.200 Betten in 25 Kliniken. In einigen medizinischen Bereichen (zum Beispiel Traumatologie, Neurochirurgie, Infektiologie, Brandverletztenzentrum) erfüllt es auch darüber hinausgehende Aufgaben. Zudem fungieren die gGmbH  und der städtische Eigenbetrieb als Akademisches Lehrkrankenhaus der Universität Leipzig sowie der Universität für Medizin, Pharmazie, Naturwissenschaften und Technik Târgu Mureș.

## Geschichte

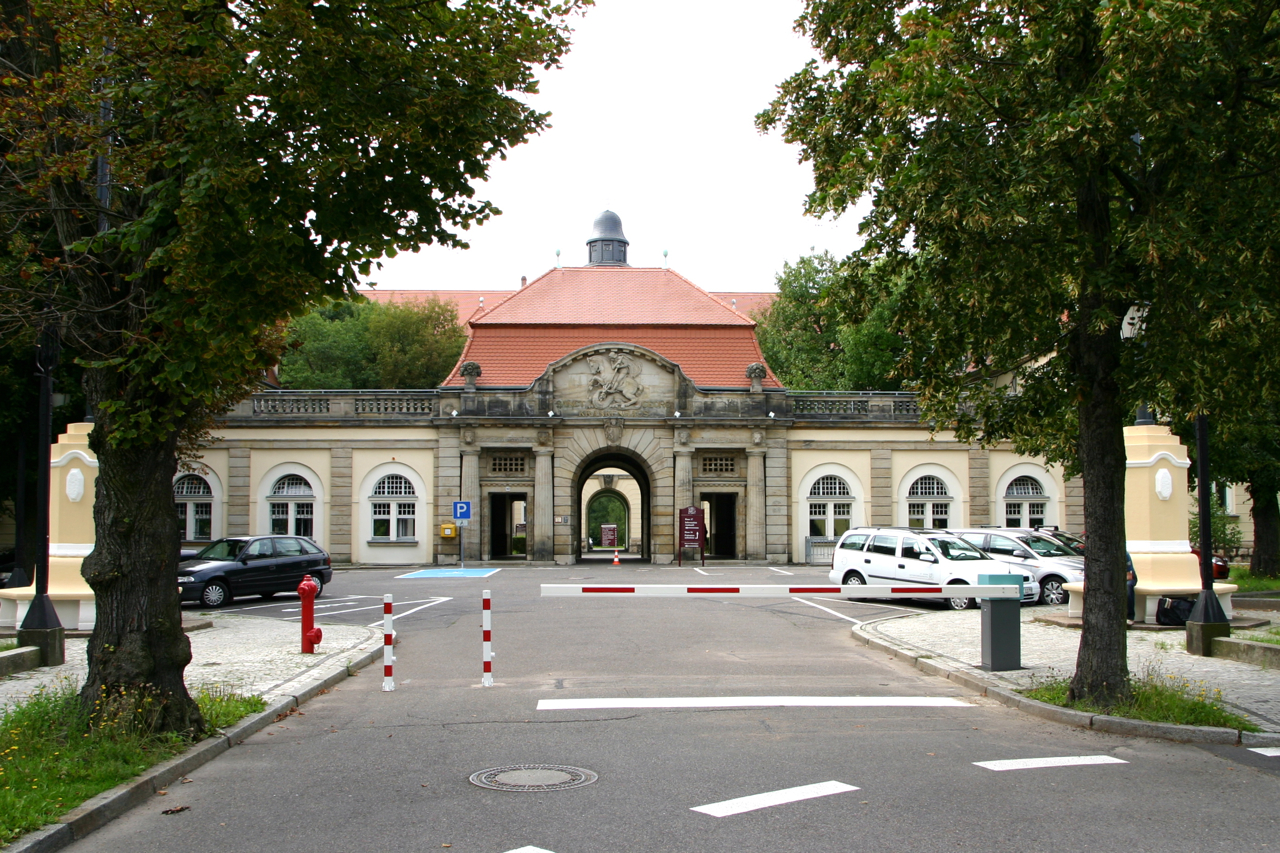
Eingangsportal des Klinikums in Eutritzsch

Das Klinikum St. Georg führt seine 800-jährige Geschichte auf das Hospital St. Georg zurück, dessen Gründung auf das Jahr 1212 zurückgeht.
Zu Beginn des 20. Jahrhunderts benötigte Leipzig wegen der drastischen Steigerung der Einwohnerzahl ein neues Krankenhaus. Am 8. Januar 1908 fasste der Rat der Stadt den Beschluss, ein den Bedürfnissen der Großstadt angemessenes Krankenhaus am nördlichen Rand der Stadt zu bauen. Das neue Krankenhaus sollte den Namen Krankenhaus St. Georg tragen und damit an die Tradition des Hospitals St. Georg anknüpfen. Sparmaßnahmen verhinderten die vollständige Umsetzung des ursprünglichen Bebauungsplanes. So wurde nur ein Teil der geplanten zwölf Bettenhäuser errichtet. Auch der Bau einer Kapelle und eines Röntgen-Instituts fiel den finanziellen Einschnitten zum Opfer.
In fünfjähriger Bauzeit wurde nach Plänen der Leipziger Stadtbaudirektors Otto Wilhelm Scharenberg in dem zur damaligen Zeit für Krankenhausbauten aktuellen Pavillonstil auf einer Fläche von 214.710 m2 eine große Krankenhausanlage errichtet. Das Krankenhaus St. Georg wurde am  26. Mai 1913 eröffnet. In sieben Bettenhäusern standen 980 Betten zur Verfügung. In den Abteilungen für Innere Medizin und Chirurgie, einem Pathologisch-bakteriologischen Institut (Leiter: Adolf Reinhardt) und einer Krankenhausapotheke (Leiter: Richard Vörkel) arbeiteten 28 Ärzte und 193 Schwestern. Erster ärztlicher Direktor war der Internist Oskar Wandel, und Leiter der chirurgischen Abteilung war Arthur Läwen, die die bedeutenden wissenschaftlichen Traditionen des neuen St.-Georg-Krankenhauses begründeten.
Von 1914 bis 1919 musste das Haus neben seinen zivilen auch die Aufgaben als Militärlazarett übernehmen, wobei fast 12.000 Verwundete behandelt wurden. 1920 trat Ernst Heller die Leitung der chirurgischen Abteilung an, die 29 Jahre währen sollte und dem Haus nationale und internationale Reputation verschaffte. In den Folgejahren kam es sowohl zu Erweiterungen der Kapazität des Hauses als auch zu vorübergehenden Rückgängen durch die Weltwirtschaftskrise. 1938 verfügte das Krankenhaus wieder über 1240 Betten. Im Zweiten Weltkrieg erfolgte wieder Lazarettbetrieb.
1945 übernahm die Sowjetische Militäradministration in Deutschland das Krankenhaus, die auch bewirkte, dass 1948 im Krankenhaus St. Georg die erste städtische Poliklinik in Leipzig errichtet wurde. Carly Seyfarth, der von 1929 bis 1950 die Innere Abteilung leitete, entwickelte nach 1945 das Krankenhaus zu einer führenden Einrichtung bei der Bekämpfung von Infektionskrankheiten. Ab 1951 wurden neue Klinikbereiche und Institute errichtet, bei deren Gestaltung und Profilierung Franz Mörl, 1949 bis 1956 der Nachfolger von Ernst Heller in der Chirurgie, und Josef Keller wesentlichen Anteil hatten. 1956 wurde St. Georg zum Bezirkskrankenhaus St. Georg. An neuen Einrichtungen entstanden 1964 das Bezirksinstitut für Blutspende- und Transfusionswesen, 1966 die Neurologische Klinik, 1967 das Kinderdialysezentrum der DDR im Schloss Abtnaundorf, 1969 die Klinik für Anästhesiologie und Intensivtherapie und die Medizinische Fachschule sowie 1970 das Bezirkslabor für klinische Chemie. Ab Mitte der 1970er Jahre begann langsam die Sanierung des überholungsbedürftigen Krankenhauskomplexes durch die Aufteilung der riesigen Krankensäle, die Einrichtung moderner Küchen in den einzelnen Häusern und den Bau einer modernen Poliklinik.
1991 erfolgte die Umbenennung in Städtisches Klinikum St. Georg. In den Folgejahren wurde das gesamte Krankenhaus nach und nach von Grund auf saniert und durch Neubauten ergänzt. Es wurden weitere medizinische Einrichtungen im Leipziger Raum integriert, so die Städtische Frauenklinik in der Eitingonstraße (jetzt verschiedene Sozialeinrichtungen), das Fachkrankenhaus Hubertusburg, die Robert-Koch-Klinik im Robert-Koch-Park in Grünau (Leipzig), die Klinik für Forensische Psychiatrie in Leipzig-Dösen und Ambulanzbetriebe mit dem Bereich Drogenhilfe. 2006 erfolgte die Umstrukturierung zur St. Georg Unternehmensgruppe.

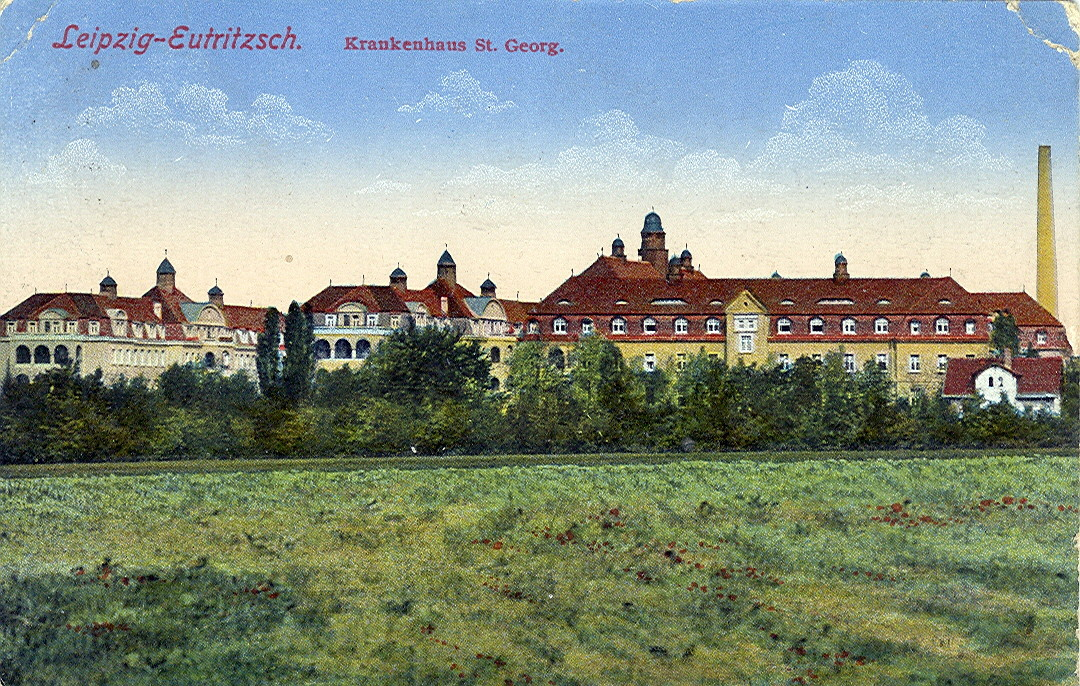
Gesamtansicht
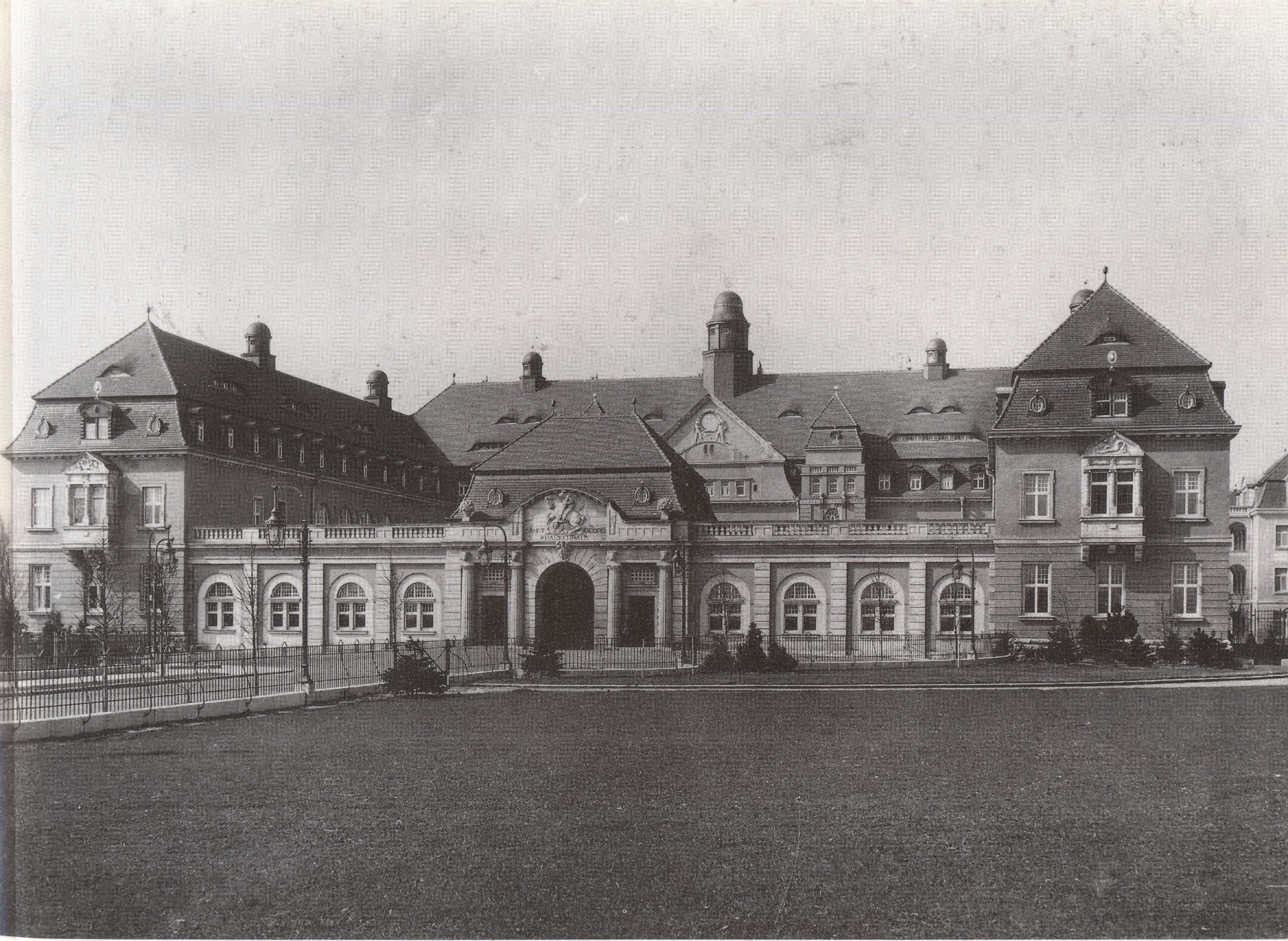
Empfangsgebäude
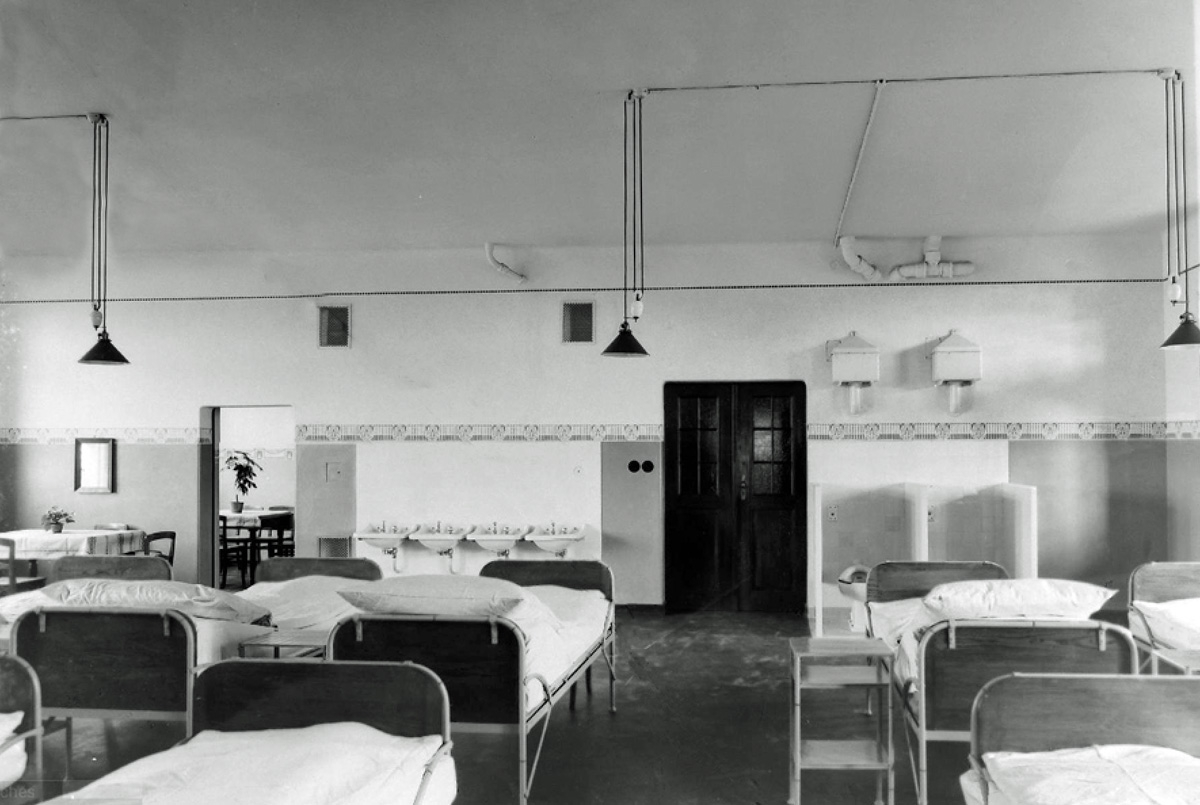
Krankensaal (1913)
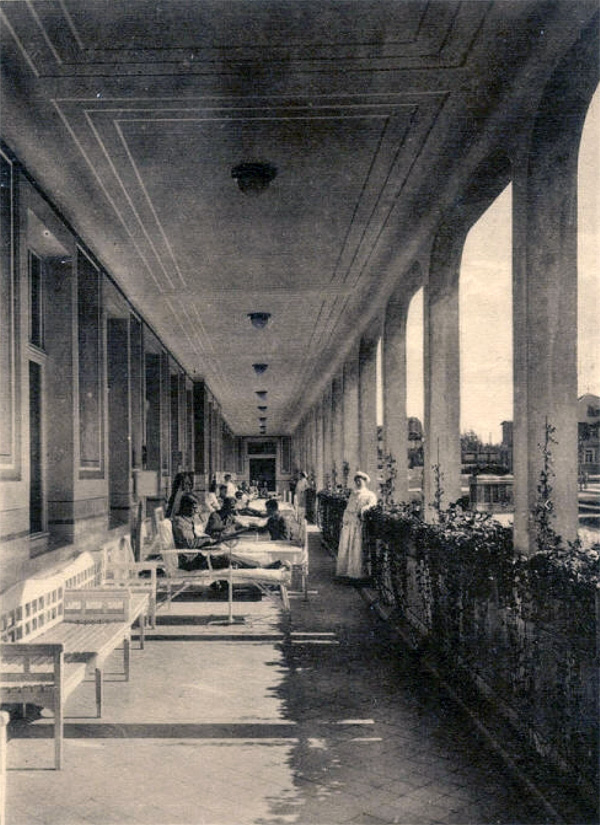
Liegehalle für Lungenkranke (1913)
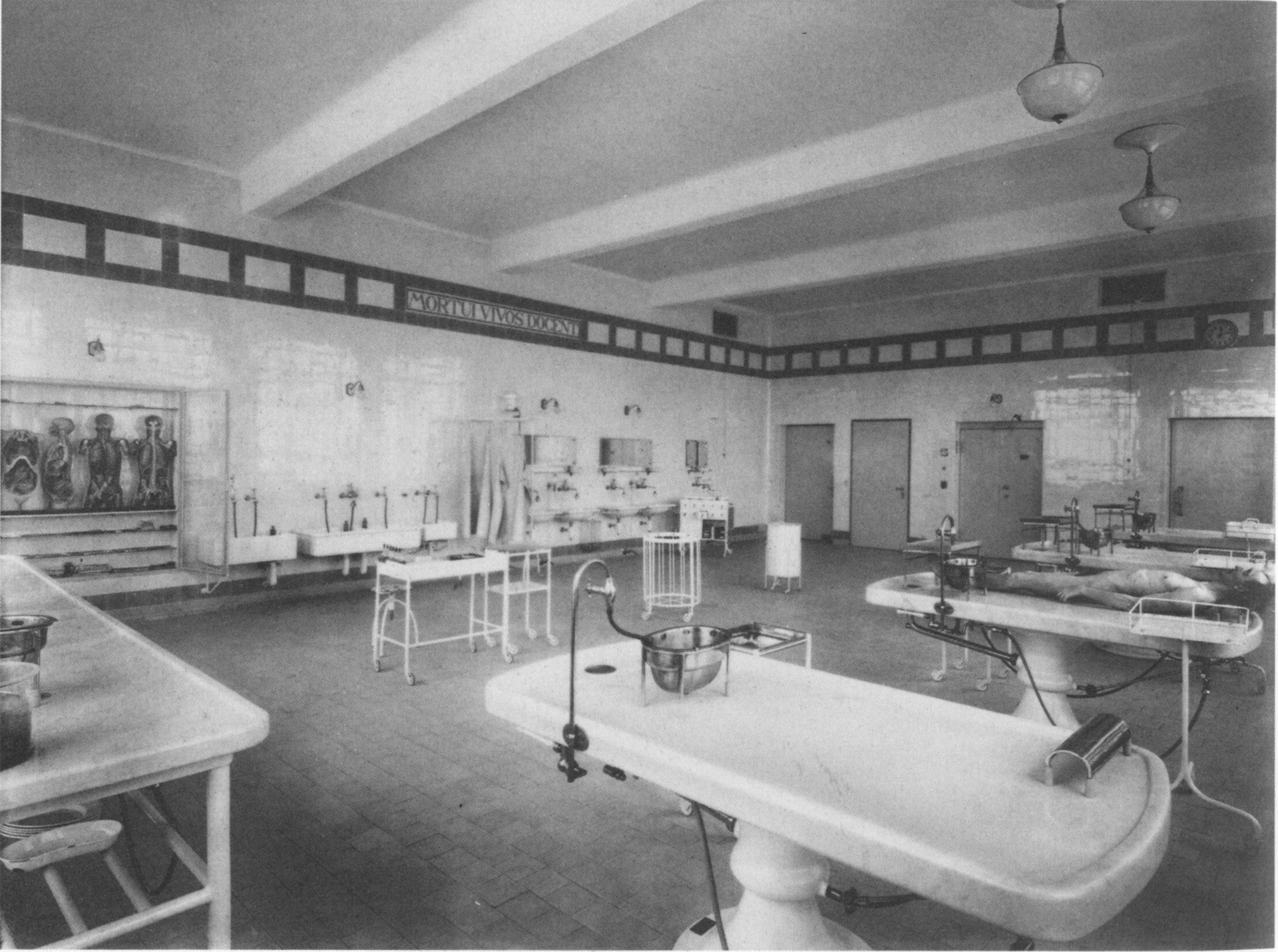
Seziersaal (1913)
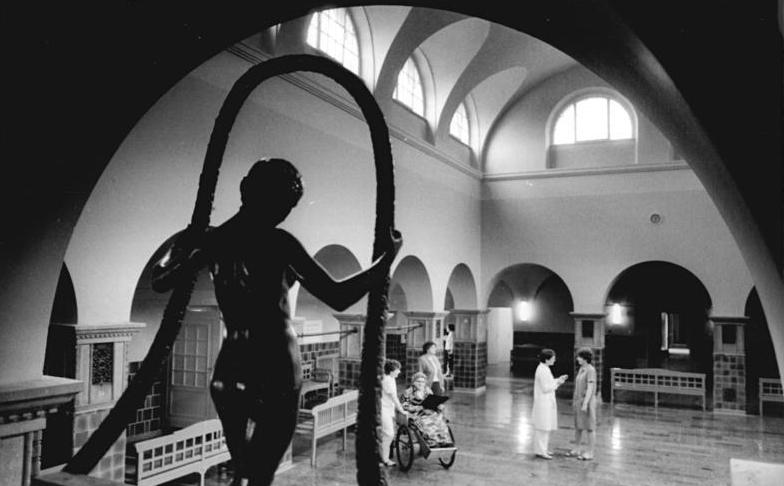
Röntgeninstitut (1986)

## Die St. Georg Unternehmensgruppe
Die St. Georg Unternehmensgruppe besteht nach der Umstrukturierung im Jahre 2006 aus dem Klinikum St. Georg gGmbH, dem Städtischen Eigenbetrieb Klinikum „St. Georg“ Leipzig sowie fünf Tochtergesellschaften (einschließlich Fachkrankenhaus Hubertusburg in Wermsdorf mit den Fachrichtungen Psychiatrie und Psychotherapie, Neurologie und neurologische Intensivmedizin, bis 2020 wurde außerdem die Pädiatrie angeboten). Das Städtische Klinikum übernimmt überwiegend Aufgaben für die Stadt Leipzig. Gemessen an der Spezialisierung und dem Krankheitsschweregrad reichen die medizinischen Leistungen von der Regel- bis zur Maximalversorgung, wobei etwa 75 % der flächendeckenden Regelversorgung zuzurechnen sind. Mit den verbleibenden 25 % werden spezialisierte und hoch spezialisierte Behandlungsmaßnahmen abgedeckt.
Die Unternehmensgruppe verfügt derzeit über rund 1.700 Betten und tagesklinische Plätze im Krankenhausbereich, im Maßregelvollzug (in Dösen), in der Rehabilitation sowie im Bereich medizinisch-sozialer Wohnheime, in Notschlafstellen und Übernachtungshäusern. Jährlich werden zirka 43.000 Patienten stationär und teilstationär behandelt. Der Jahresdurchschnitt an stationären Operationen liegt bei 17.000. Die Zahl der ambulanten Operationen liegt bei 2200, Tendenz steigend.

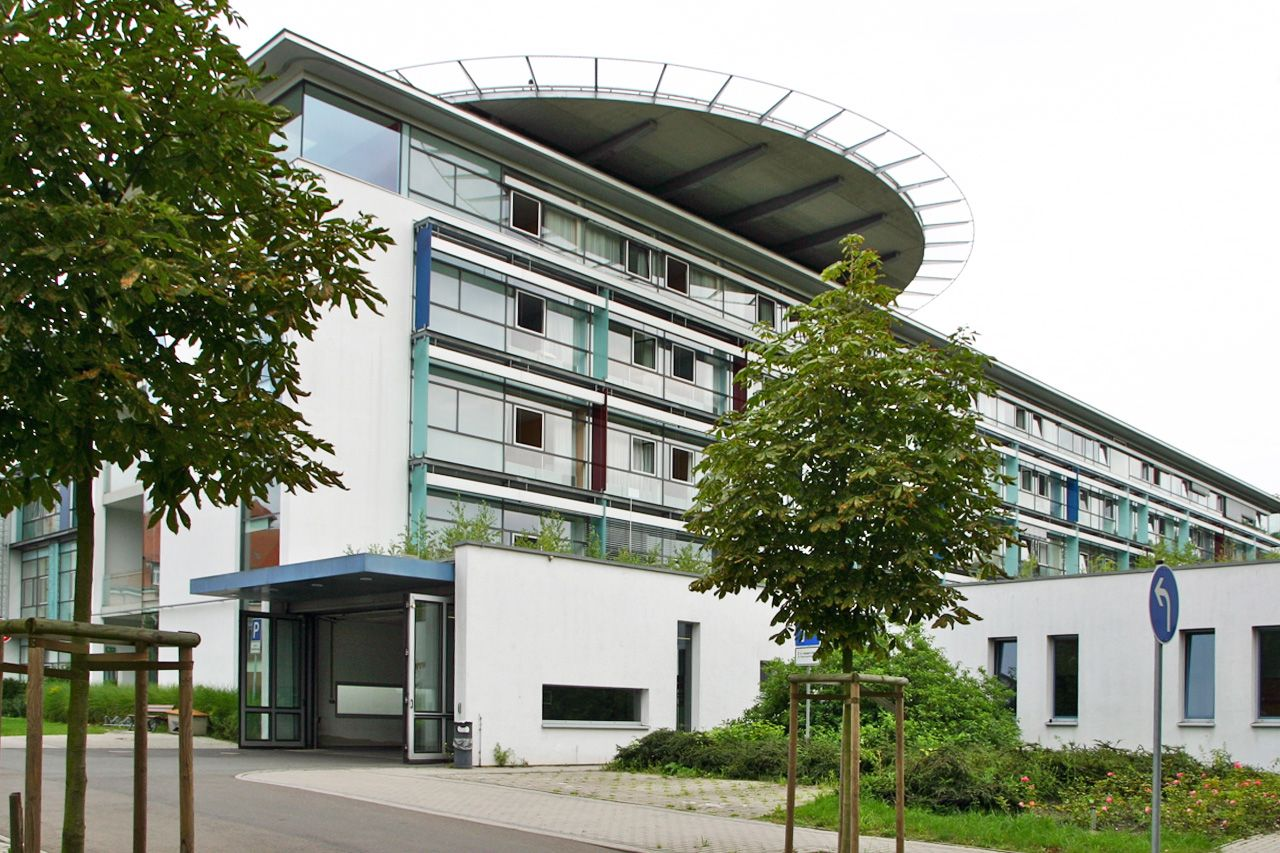
Hubschrauberlandeplatz

Die Leistungen werden in 25 Kliniken mit jeweiligen Fachbereichen, Ambulanzen, einer Belegbettenstation, in interdisziplinären Behandlungszentren, Instituten, Notaufnahmen und Tageskliniken erbracht. Das Klinikum besitzt eine zertifizierte Spezialstation für Schlaganfallpatienten und ein Brustkrebszentrum.
Weiterhin gehören zum Unternehmen eine Geriatrische Rehabilitation, ein Pflegeheim für Menschen im Wachkoma, eine sozialtherapeutische Wohnstätte, der Verbund Gemeindenahe Psychiatrie, das Zentrum für Drogenhilfe, eine Tumorberatungsstelle, ein ambulanter Pflegedienst, eine Krankenhausapotheke, ein Geschäftsbereich Hygiene, Qualitäts- und Sicherheitsmanagement und ein Bildungszentrum mit Medizinischer Berufsfachschule.
Eine Infektionszentrale fungiert als Kompetenzzentrum für ganz Deutschland. Bundesweite Bedeutung hat zudem das Schwerbrandverletztenzentrum, in dem jeder Schweregrad behandelt werden kann. Für Notfallpatienten steht ein Hubschrauberlandeplatz in unmittelbarer Anbindung an die Zentrale Notfallaufnahme Tag und Nacht zur Verfügung. Der Aufbau eines regionalen Telematikverbundes Sachsen Nord dient der qualitativen und ökonomischen Verbesserung des Behandlungsprozesses ausgewählter Erkrankungen in regionalen medizinischen Kompetenzverbünden auf der Basis von Behandlungspfaden und digitalen Patientenakten.
Das St. Georg bekam 2011 vom Freistaat den Zuschlag für die Errichtung einer Septischen Chirurgie.
2013 – im Jahr des hundertjährigen Jubiläums des Krankenhaus-Baus in Eutritzsch – ist das Unternehmen an 17 Standorten in und um Leipzig präsent. Mit 26 Kliniken, zahlreichen Zentren und Instituten sowie einem vielfältigen kulturellen Angebot hat es sich zum medizinisch-sozialen Zentrum überregionaler Bedeutung entwickelt.
Seit 2019 steht mit dem SAIDA Kompetenzzentrum für Mädchen und Frauen bei Genitalverstümmelung am Klinikum St. Georg die erste multidisziplinäre Anlaufstelle zur umfassenden medizinischen Versorgung der Betroffenen zur Verfügung.